# Paula Fernandes
Paula Fernandes de Souza (Sete Lagoas, 28 de agosto de 1984) é uma cantora, compositora, atriz, modelo, escritora, empresária e multi-instrumentista brasileira de música sertaneja. Fernandes que começou a cantar aos oito anos de idade, já vendeu em sua carreira mais de 6 milhões de discos e ganhou 2 Grammys Latinos. 
Ela lançou seu álbum de estreia autointitulado de forma independente em 1993 e passou a participar de programas regionais de rádio e televisão em Minas Gerais, porém não obteve sucesso. 
A cantora então seguiu lançando álbuns - entre eles Voarei (1995), sob o nome artístico Ana Rayo, Canções do Vento Sul (2005) e Dust in the Wind (2007) - até assinar com a gravadora Universal Music e lançou seu terceiro álbum de estúdio, Pássaro de Fogo (2009), certificado com disco de platina tripla pela ABPD. A faixa-título do álbum atingiu a primeira posição das paradas musicais do Brasil, levando Paula ao estrelato.
Com seu primeiro álbum ao vivo, Paula Fernandes: Ao Vivo (2011), a cantora conseguiu maior reconhecimento, sendo indicada ao Grammy Latino de Artista Revelação e Melhor Álbum de Música Sertaneja. O álbum gerou três singles: "Pra Você", "Não Precisa" e "Sensações". Com pouco mais de seis meses de lançado, chegou a atingir a marca de um milhão de cópias vendidas no Brasil, além de ter atingido o topo da parada de álbuns e DVDs da ABPD. O projeto ultrapassou a marca de 1,6 milhão de cópias vendidas no País, fazendo com que ela se tornasse a artista brasileira que mais vendeu discos em 2011. Em Portugal, o álbum atingiu o topo da tabela musical da Associação Fonográfica Portuguesa, onde permaneceu por sete semanas. Seu sexto álbum de estúdio, Meus Encantos (2012), foi certificado com platina tripla no Brasil e platina em Portugal, vendendo mais de 250 mil cópias. No ano seguinte, ela lançou seu segundo álbum ao vivo, Um Ser Amor (Multishow ao Vivo), que foi certificado com platina dupla e rendeu a ela sua primeira indicação ao Grammy Latino de Melhor Canção Brasileira, com "Um Ser Amor".
Com seu sétimo álbum de estúdio, Amanhecer (2015), a cantora ganhou o Grammy Latino de Melhor Álbum de Música Sertaneja, sendo sua primeira vitória após cinco indicações ao prêmio. Em 2016, foi lançado seu terceiro álbum ao vivo, intitulado Amanhecer Ao Vivo Em 2018, ela fez sua estreia na dramaturgia e realizou uma participação na telenovela Deus Salve o Rei, da Rede Globo. No mesmo ano, lançou sua autobiografia, Pássaro de Fogo: Minha história. Paula também lançou o single "Beijo Bom" com uma pegada Country pop, a música foi lançada em 18 de maio de 2018; acompanhada por um videoclipe dirigindo por Rodrigo Giannetto, o clipe possui um cenário onde mostra um casal que está em busca um do outro, até que se encontram no final, sendo o beijo o ápice. O vídeo foi registrado na Casa das Caldeiras em São Paulo, A canção alcançou o top 100 da Billboard Brasil Hot 100 Airplay, chegando na posição 32
Com o seu quarto álbum ao vivo Origens gravado em sua cidade natal Sete Lagoas; lançado em 2019, Paula volta às suas raízes, e trás ao público novos sucessos como "Não Te Troquei por Ela" em parceria com Gustavo Mioto, "Juntos" releitura de Shallow e "Prometo" em parceria com Kell Smith; que assina como compositora ao lado de Bruno Alves. O álbum gerou três singles promocionais "Fingindo Paixão", "Virou Mania" e "Sonho da Caça"; O álbum venceu o Grammy Latino 2020 na categoria de Melhor Álbum de Música Sertaneja.
Em 2021, Bruno Martini, Fernandes e Elias Inácio compuseram juntos a canção "Promessinha", música nova de Paula Fernandes  para ser lançada no mesmo ano, a canção chegou ao Top 100 das canções mais executadas nas rádios segundo o Billboard Hot 100 Brasil, alcançando a posição 30. Em 2022, Paula participou do projeto Casa Filtr da gravadora Sony Music, Fernandes interpretou três canções "Ainda Não Tô Pronta" ao lado de Mari Fernandez, "Me Ensina" com Dilsinho e "Paredão" ao lado do cantor pernambucano Zé Vaqueiro. Paula participou do projeto "Natural" da cantora Lauana Prado, interpretando a faixa "Pedra e Água", álbum de Prado, que está concorrendo ao Grammy latino, e fez uma colaboração com a banda Moderatto, na faixa "Rebelde", presente no álbum Rockea Bien Duro, em tributo ao grupo mexicano RBD, sendo a única brasileira a participar.
Paula regressa ao disco em 7 de setembro de 2023, com o álbum 11:11, a canção "Tá Tudo Bem", em parceria com a dupla sertaneja Israel & Rodolffo e o projeto foi apresentado ao vivo no programa Encontro com Patrícia Poeta no mesmo dia do lançamento. Inicialmente o álbum gerou três singles "Tá Tudo Bem" em parceria com Israel & Rodolffo, lançado em 22 de setembro de 2022, o single estreou na posição 15ª; o segundo single "Bloqueia Meu Zap" foi lançado em 6 de outubro de 2022. A canção foi apresentada ao vivo no programa Faustão na Band, em 22 de novembro de 2022; meses antes o hit já havia sido apresentado na turnê homônima de Fernandes. O terceiro single"Prioridades" foi lançado em uma data homônima do álbum em novembro e contou com a colaboração de Lauana Prado; o álbum também gerou três singles promocionais "Antigo Novo Amor" que foi lançado como primeiro single promocional do álbum em 29 de setembro de 2022, a canção teve inspiração na canção "Estrelinha" da dupla Di Paullo & Paulino em parceria com Marília Mendonça, ambas tiveram colaboração na letra da canção pelos compositores Luigi Visacre e Gabriel Rocha. O segundo single promocional "Bye Bye E Recaí" foi lançado em 11 de novembro de 2022. E por fim "Me Leva" que teve seu lançamento em 3 de fevereiro de 2023. Os demais singles "FDP" em parceria com Tierry, "Tá De Mal Comigo" e "Ciúmes Demais" tiveram seus respectivos lançamentos em janeiro de 2023. O projeto consagra o início da era Feminejo na carreira de Fernandes, com destaque em canções como "Bloqueia Meu Zap", Tá De Mal Comigo", Ciúmes Demais" e "Antigo Novo Amor". 
A princesinha do sertanejo também fez uma participação especial no DVD "Arrocha, Meu Lugar É Aqui" do cantor baiano Thiago Aquino; colaborando como compositora e emprestando vocais para a faixa "Despertador" que será lançada em 6 de abril de 2023 às 12h00 .
Em 2024, Paula retoma as gravações com o inédito álbum Qual Amor Te Faz Feliz?.
Durante sua carreira, Paula vendeu cerca de 5 milhões de álbuns. Além do Brasil, suas turnês também passaram pela Europa, Estados Unidos e África. Em 2011, ela foi a personalidade brasileira mais buscada no Google. Ela já recebeu e foi indicada a diversos prêmios da indústria do entretenimento, como o Grammy Latino, Prêmio Multishow de Música Brasileira, Prêmio da Música Brasileira, Meus Prêmios Nick, Troféu Imprensa, Melhores do Ano e Troféu Internet. Por vezes, a cantora figurou na lista das 100 Mulheres Mais Sexy do Mundo, feita pelos leitores da Revista VIP.

## Biografia
Paula Fernandes nasceu em 28 de agosto de 1984 em Sete Lagoas, em Minas Gerais. Começou a cantar com oito anos e lançou o seu primeiro álbum independente, em disco de vinil, apenas com dez anos de idade. Aos doze anos, mudou-se para São Paulo, tendo sido contratada por uma companhia de rodeios, com a qual viajou por todo o país e onde teve a possibilidade de ganhar bastante experiência de palco.
Nesse período, a cantora apresentou-se em diversas festas e espetáculos organizados na sua cidade natal e nas imediações. Participou ainda em programas de rádio e televisão, com o intuito de expor o seu talento. Em Sete Lagoas, Paula apresentou o programa de rádio "Criança Esperança", obtendo um sucesso que a catapultou para a realização de vários episódios de sua autoria no programa "Paradão Sertanejo" da Band Minas. O seu segundo álbum, Voarei, foi lançado sob o nome artístico Ana Rayo, inspirado na telenovela "A História de Ana Raio e Zé Trovão".
Dificuldades no percurso artístico causaram que, com dezoito anos, a cantora desistisse da carreira e voltasse para Minas Gerais. Na cidade de Belo Horizonte, encetou o estudo de geografia e, paralelamente, atuava em bares.
Paula Fernandes é descendente de Joaquina Bernarda da Silva de Abreu Castelo Branco Souto Mayor de Oliveira Campos a Joaquina de Pompéu. Uma fazendeira e senhora de escravos da região de Pompéu. Maria Joaquina de Oliveira Campos foi Casada com o Capitão Luiz Joaquim de Souza Machado, dando origem a família de Paula.

## Carreira

### Inícios
Quando questionada sobre o machismo no meio sertanejo e a dificuldade de estabelecer sua carreira por esse motivo, Paula disse:
| “ | Existe o preconceito, sim, ainda estamos vencendo. Vivemos em um momento mais aberto, as coisas começaram a mudar. Minha carreira demorou a decolar por causa do machismo. Em todos os lugares a que eu ia, eu ouvia: Ah, não, mais uma mulher cantando? Música romântica? Não, não vai dar certo. Depois, lancei o disco e em poucos dias a música mais lenta "Pássaro de Fogo" alcançou 1 milhão de visualizações na internet. | ” |

Após gravar o sucesso Ave Maria Natureza para a telenovela América, da Rede Globo, lançou um CD com diversos estilos musicais, embora com ênfase em sertanejo romântico - Canções do Vento Sul. Por esse álbum, foi indicada ao Prêmio TIM de Música Brasileira de 2006, na categoria de melhor cantora.
Em 2007, juntamente com a orquestra Sagrado Coração da Terra do compositor Marcus Viana, interpretou a música tema da novela Pantanal. A partir deste trabalho, Paula consolidou-se como uma cantora de belíssima voz, eclética (entre outras coisas, gravando músicas em inglês como na canção "Dust in the Wind") e popular.

### 2009–2011: "Pássaro de Fogo" e "Paula Fernandes - Ao Vivo"

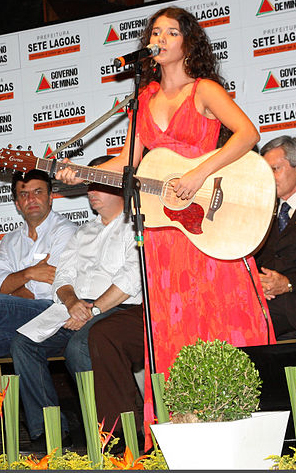
Fernandes se apresentando em Sete Lagoas (2010)

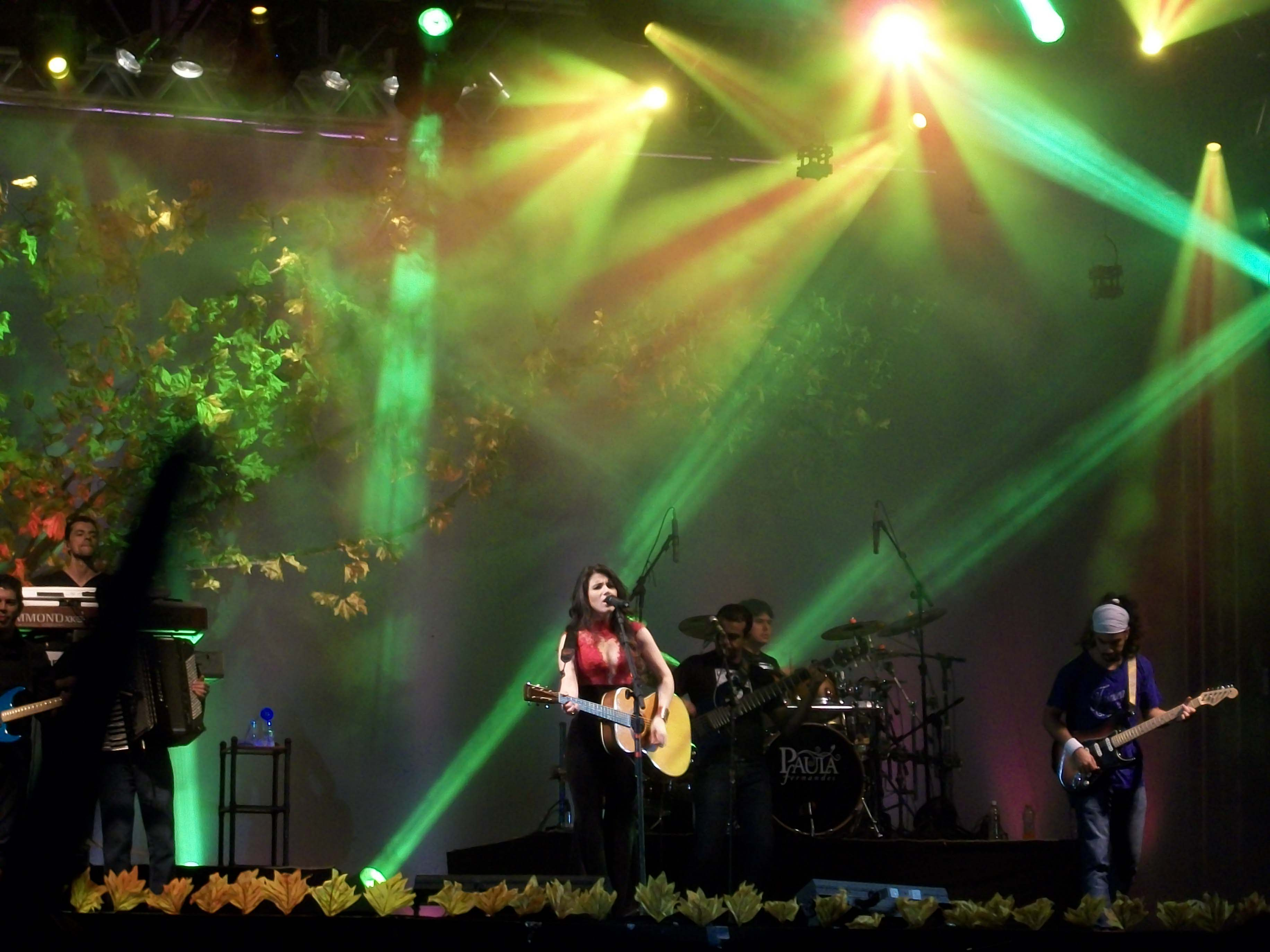
Fernandes se apresentando em Birigui (2011)

A canção "Jeito de Mato", do álbum Pássaro de Fogo, tornou-se o tema musical mais popular da novela Paraíso, contextualizando e representando o amor como sentimento sublime entre os protagonistas. De referir o trabalho de Paula na novela Escrito nas Estrelas, da Rede Globo, cujo tema de abertura é a regravação da música "Quando a Chuva Passar", um êxito da cantora Ivete Sangalo.  Também outro trabalho importante de Paula foi a gravação da canção, em dupla, com o cantor Leonardo, "Tocando em Frente", de autoria de Almir Sater, para a novela Araguaia.
Ainda em 2009, participou da Festa Nacional da Música, onde cantou ao lado de Kiko guitarrista do KLB.
Em outubro de 2010, Paula Fernandes gravou o seu primeiro DVD, contendo músicas inéditas e sucessos. Este trabalho, incluiu, também as participações especiais da dupla Victor & Leo e do cantor Leonardo. O DVD foi lançado ao público em janeiro de 2011.
No Natal de 2010, cantou para 700 mil pessoas, participando no especial de fim de ano de Roberto Carlos, transmitido ao vivo, direto da praia de Copacabana pela TV Globo. No dia 31 de dezembro, foi uma das atrações do Show da Virada da Rede Globo.
Em 2011, Paula participou na trilha sonora da novela das sete da Rede Globo, Morde & Assopra, ao som de "Não Precisa", interpretada conjuntamente com a dupla Victor & Leo. Esta música é uma das principais composições que compõem o DVD Paula Fernandes: Ao Vivo. Foi vendido mais de um milhão de cópias deste DVD, em apenas seis meses, ficando a Paula Fernandes em primeiro lugar, seguida por Ivete Sangalo com meio milhão e Luan Santana com quase quatrocentas mil cópias vendidas.
Em 2011, a Universal Music divulgou que Paula e Taylor Swift gravariam um dueto que seria lançado como CD bônus no álbum seguinte da cantora americana, Speak Now World Tour Live, nas lojas em 10 de janeiro. Paula criou a versão de Long Live em português da letra original escrita por Taylor.
De acordo com a Revista Forbes em 2011, o último álbum de Paula Fernandes havia vendido mais de 1,5 milhão de cópias no Brasil, colaborando com Taylor Swift no single lançado em 3 de janeiro de 2012. As vendas de discos no Brasil em 2010 haviam caído em 13 por centoː já no ano de 2011, as vendas alcançaram um bom nível.

### 2012–2013: "Meus Encantos" e "Um Ser Amor - Ao Vivo"
Em setembro de 2012, Paula Fernandes gravou uma participação na novela das sete da Rede Globo, Cheias de Charme. Na trama, ela participou da entrega do prêmio DóRéMi. Sete meses depois, em abril de 2013, foi a vez da mineira gravar participação na telenovela das 9, Salve Jorge, exibida pela TV Globo. Na participação, a cantora cantou "Mineirinha Ferveu", sucesso do álbum Meus Encantos, lançado em 2012.
Em um evento da Polícia Federal do Brasil em 2012, Paula Fernandes foi homenageada com medalhas e títulos de honra, se tornando, assim, a "Musa e Madrinha" da corporação.

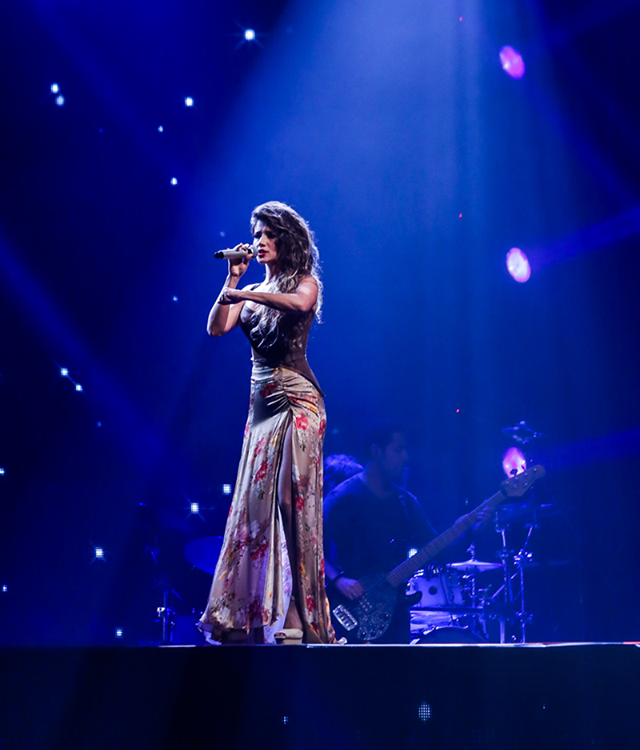
Turnê Um Ser Amor no Vivo Rio, Rio de Janeiro (2014)

Paula Fernandes tem várias músicas no top das paradas musicais do Brasil e de Portugal. Um dos grandes motivos de sua consagração no mercado fonográfico internacional se dá pelas altas posições que suas músicas e singles ocupam nas paradas musicais. Sucessos como "Eu sem Você", "Long Live", "Pássaro de Fogo", "Pra Você", "Barco de Papel", "Se o Coração Viajar", "Cuidar Mais de Mim", entre outras canções da artista, ocupam, sempre, uma posição nas mais executadas nas rádios.
Em 25 de maio, estreia a Turnê Meus Encantos, uma super produção no qual fez mais de 300 shows e ganhou duas vezes o "Prêmio Multishow de Música Brasileira" na categoria "Melhor Show".
Seus singles estão constantemente em trilhas de novelas globaisː ao todo, Paula Fernandes já emplacou mais de 10 músicas nas trilhas sonoras de telenovelas brasileiras e portuguesas. Em 2013, a Rede Globo lançou a trama de Amor à Vida, tendo o single "Um Ser Amor", de Paula Fernandes, como tema do casal principal da trama. Devido ao grande sucesso da novela, a música se tornou uma das mais tocadas no Brasil, ocupando, logo na semana de estreia, a 6ª posição. Aproveitando o bom momento da música, Paula e sua gravadora lançaram um EP com quatro faixas, sendo, duas delas, exclusivas. O álbum levou o nome de "Um Ser Amor" e  vendeu mais de 100 000 cópias em menos de 14 dias, se tornando o álbum brasileiro mais vendido no primeiro semestre de 2013.
Em junho de 2013, Paula Fernandes gravou, na cidade do Rio de Janeiro, seu segundo DVD ao vivo, com participações da dupla Zezé Di Camargo & Luciano, de Roberta Miranda e da americana Taylor Swift. O show de gravação aconteceu em uma casa de shows na zona oeste da cidade. Os 8 mil ingressos colocados à venda se esgotaram em pouco mais de um mês, levando Paula a se emocionar várias vezes no palco com o carinho e amor demonstrado pelos fãs. O álbum foi lançado em outubro de 2013, sendo considerado o DVD mais aguardado de 2013 e foi indicado ao Grammy Latino de 2014, como melhor álbum de música sertaneja (as inscrições da edição de 2013 do Grammy Latino haviam sido encerradas antes da gravação do show).

### 2015–2016: "Amanhecer" e "Amanhecer Ao Vivo - Ao Vivo"
Com o seu quinto álbum de estúdio Amanhecer (2015), Paula recebeu o seu primeiro Latin Grammy na categoria de álbum sertanejo em 2016.
A canção A Paz Desse Amor tornou-se uma das faixas mais tocadas nas rádios, sendo regravada por diversos artistas regionais como Silvanno Salles e Acácio. No ano seguinte foi lançado uma versão ao vivo do álbum hormônio, contou com as participações de Sandy na regravação de "Sensações" e do cantor espanhol Pablo López na versão em espanhol de "A Paz Desse Amor".

### 2017–2018: "Traidor" e "Beijo Bom"
Entre 2017 e 2018, não foram lançados nenhum álbum.
Paula então lança "Traidor" canção que fala sobre a traição do ex, com quem viveu quase 5 anos, o dentista Henrique do Vale, ainda em 2017, "Cicatriz" foi tema da personagem Lucinda, vivida pela atriz Andreia Horta.
Em entrevista exclusiva ao jornalista Elson Mota,do Movimento Country, a mineira falou sobre o processo de composição.  
| “ | Foi um pedido do Jayme Monjardim. Ele queria uma música que falasse de um amor proibido. Algo do tipo: ‘o que você ouviria se estivesse com saudade ou perto de uma pessoa que você gosta, mas a pessoa ou não te corresponde, ou você não pode viver aquele sentimento, aquele amor?’. A música ficou pronta e eu dei o nome de “Cicatriz” porque achava um nome forte” | ” |

, conta Paula.

A surpresa veio depois.  
| “ | Quando o Jayme recebeu a música, ele me contou que ele e a equipe ficaram surpresos, já que a personagem tinha uma cicatriz no rosto. Eu não acredito em coincidência, então acho que foi uma mensagem | ” |

Um dos seus maiores sucessos, a canção "Beijo Bom" foi lançada em 18 de maio de 2018, assim como "Traidor", Beijo Bom foi um marco na carreira de Fernandes, sendo executada em várias rádios do Brasil, e regravada por artistas regionais como "Thiago Aquino","Nadson O Ferinha" e "Os Meninos de Barão". A composição da canção é uma parceria do compositor baiano Bruno Caliman com Rafael Torres, Paula recebeu a canção e realizou uma alteração nos dois primeiros versos.
| “ | “Essa música chegou a mim há um tempo e eu me apaixonei a primeira vista. Mas sentia que estava faltando algo de mim nela para gravar. Então que fiz uma mudança nos dois primeiros versos. Ficou bem legal porque eu dei o ar de romantismo. Gosto de romantismo" | ” |

disse a cantora em entrevista.

### 2019: Single "Juntos" e o álbum ao vivo "Origens"
Em 2019, Paula lançou o seu segundo EP Hora Certa produzido por Moogie Canazio, produtor ganhador prêmios Grammy. Neste projeto Paula teve participações de músicos internacionais, cantora definiu como "banda de peso", por incluir músicos do cantor americano John Mayer e da banda Tears for Fears.
Nesse mesmo período foi lançado uma versão abrasileirada de "Shallow", intitulada de "Juntos" a canção contou com a participação do compatriota Luan Santana, a canção obteve repercussão negativa devido uns trechos misturando inglês e português, composta originalmente por Lady Gaga, Andrew Wyatt, Anthony Rossomando e Mark Ronson. Esta versão é inteiramente composta por Paula Fernandes com produção de Ivan Miyazato. A canção faz parte da trilha sonora da telenovela Bom Sucesso da Rede Globo.
Depois do sucesso comercial que foi o single "Juntos", Paula então anuncia o seu quarto álbum ao vivo Origens (2019). O show foi programado para acontecer no dia dos namorados, 12 de junho de 2019, na Lagoa da Boa Vista em Sete Lagoas, cidade natal da cantora, por isso o projeto leva o nome de Origens. O cenário é formado  por painéis de LED, projetando diversas imagens com o andamento do show e das canções. O projeto têm a direção visual de Joana Mazzuchelli e a direção musical de Ivan Miyazato. O álbum venceu o Grammy Latino 2020 na categoria de Melhor Álbum de Música Sertaneja. Sendo o segundo Latin Grammy da artista.
Em 2020, lançou seu primeiro single natalino, "Jingle Bell e Natal Rock", uma versão brasileira do clássico Jingle Bell Rock, em parceria com Guaraná Antarctica.

### 2023-2024: "11:11" e "Qual Amor Te Faz Feliz?"
O álbum 11:11 (2023), foi lançado primeiramente divido em três partes e contando com as participações de Israel & Rodolffo, Tierry e Lauana Prado, e oficialmente em 07 de abril de 2023, pela Universal Music.
O projeto gerou seis singles oficiais e três promocionais com destaque para as canções "Tá Tudo Bem (part. Israel e Rodolffo)","Antigo Novo Amor","Prioridades part. Prado" e "Bloqueia Meu Zap". As gravações do projeto ocorreu em um haras no interior de São Paulo em março de 2022, em quatro dias de gravações, além da gravação das canções foi gravado documentário e encontros musicais. Ao todo a cantora utilizou mais de 10 figurinos para o projeto
Qual Amor Te Faz Feliz? (2024) é o primeiro projeto no qual Paula Fernandes tem o total controle sobre suas obras fonográficas, sendo o sétimo álbum de estúdio da artista, as canções foram compostas entre 2022 a 2023, as faixas "Me Afoguei" e "Fé No Amor" e algumas outras ja foram ouvidas pelo público em guias postadas no Instagram oficial da cantora. O álbum promete entregar uma nova visão sobre a musicalidade e versatilidade da artista. A canção "Fogo e Água" é uma das favoritas da artista e do público, tendo recebido vários elogios do crítico Dudu Purcena que é um dos principais críticos da música sertaneja, A faixa é bem semelhante a sucessos antigos como "Quero Sim"e "Jeito de Mato" e até mesmo a hits atuais como no caso do single promocional "Antigo Novo Amor". O projeto ainda trás, a canção "Tchau pra Ela" composta por Fernandes, Elias Mafra, Luigi, Gabriel Rocha e Juan Marcus, o hit foi levemente inspirado no término da sertaneja com o empresário Ronny Cecconelo. O álbum foi lançado em 12 de setembro de 2024.

### Carreira internacional
Segundo Paula, uma carreira internacional ainda não é o foco no momento, porém a cantora é requisitada por vários empresários no exterior. Sua turnê mundial já passou por diversos países europeus, americanos e africanos. Em 2012, Paula levou mais de 100 000 pessoas em um de seus shows em Portugal.

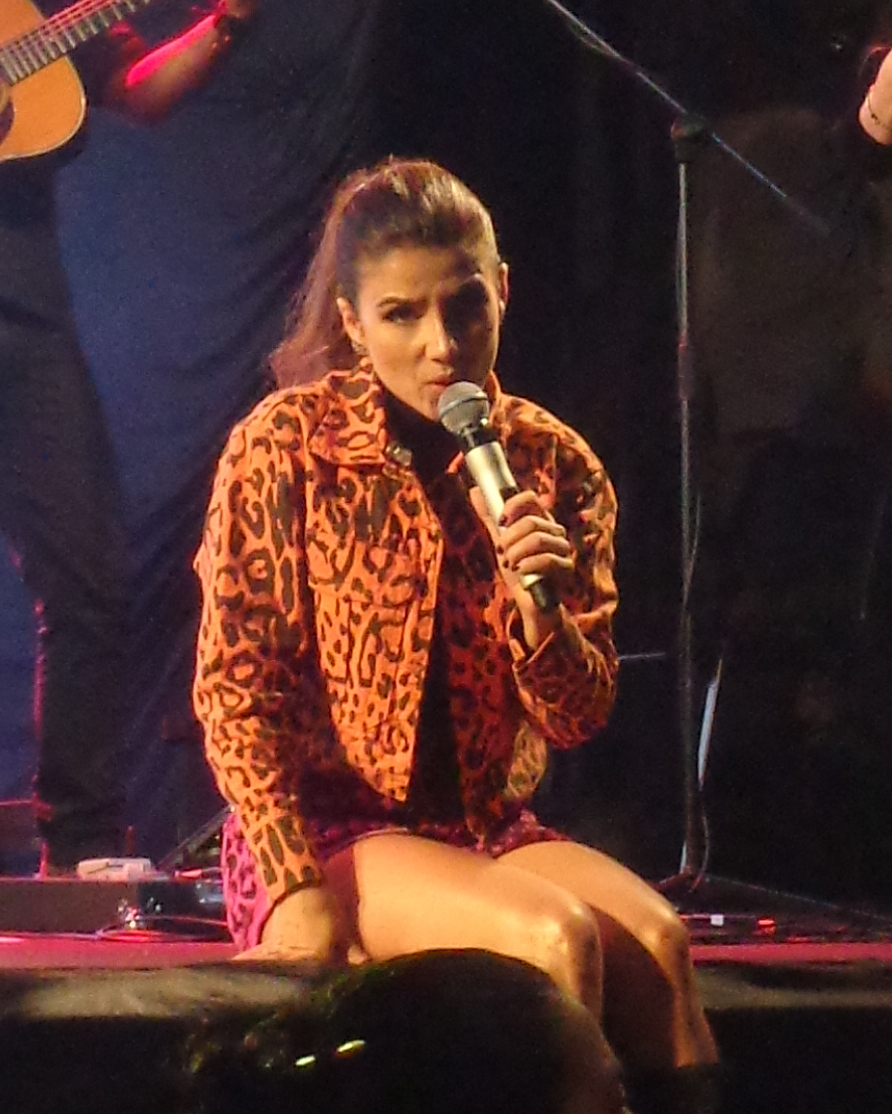
Fernandes ao vivo em Angra dos Reis (2022)

A turnê mundial "Meus Encantos" passou pelas principais cidades europeias em 2012. Em 2013, foi a vez dos Estados Unidos e do continente africano, onde Paula lotou todas as casas de shows e estádios de futebol em que se apresentou.
A turnê tem previsão de encerramento para outubro de 2013, e sua turnê seguinte, que seria lançada logo após o fim da turnê "Meus Encantos", já tinha datas confirmadas para o exterior com show em Luxemburgo e Portugal em 2013. Existia também uma grande expectativa para que Fernandes fizesse apresentações na Austrália e Argentina.
Em 27 de Julho de 2013, foi confirmado mais um país que receberia a sua nova turnê internacional: Inglaterra. Com isso, o novo show de Paula Fernandes passaria inicialmente pelo Brasil, Portugal, Luxemburgo e Inglaterra e, já em 2014, tinha a previsão de shows na Austrália, França e Argentina.
No dia 31 de março de 2012, o canal fechado Multishow transmitiu o show da turnê "Ao Vivo" para mais de 130 países, pela televisão e pela internet; o evento foi o mais comentado nas redes sociais, chegando a ficar em primeiro lugar nos assuntos mais falados do twitter no mundo.
Paula Fernandes tem uma carreira internacional sólida, com duetos internacionais com o colombiano Juanes e a americana Taylor Swift, entre outros.
A parceria com Juanes e Swift rendeu e continua rendendo frutos positivos. Por exemploː em dezembro de 2012, o cantor colombiano lançou o single "Todo en Mi Vida Eres Tu" ("Tudo em minha vida é você", em português). Com Juanes, Paula também cantou em programas de televisão e em shows no Brasil. Em rede nacional, Juanes disse: "Eu estou apaixonado por você". A declaração foi motivo de várias manchetes no dia seguinte nos principais sites da internet. Já o dueto com Taylor Swift rendeu os primeiros lugares durante meses nas rádios latino-americanas. As duas, juntas, desbancaram Adele na itunes no Brasil, ficando em primeiro lugar em downloads na web. O clipe do single "Long Live" é um dos mais vistos no YouTube. Paula e Taylor cantaram juntas no Rio de Janeiroː o show foi transmitido em um especial da GVT.
Em suas turnês internacionais, já fez shows para mais de 500 000 pessoas, passando por mais de 10 países todos os anos. São elesː Itália, Reino Unido, Suíça, Brasil, Portugal, Estados Unidos, Luxemburgo, Angola, Cabo Verde, Espanha, Argentina e Paraguai.

## Jeito de Mato (empresa)
Depois de uma longa disputa judicial, a cantora e os advogados da Talismã Music (empresa do cantor Leonardo, que agenciava a carreira de Paula havia cerca de 4 anos) conseguiram o fim do contrato com a empresa; Paula pôde, então, criar sua própria agência, a Jeito de Mato Artes e Produções Artísticas. Gerenciada pelo irmão Nilmar Fernandes, e é a primeira empresa de Paula.
A cantora, que agora agência sua carreira, afirma que continua amiga de Leonardo, por quem se sente grata. Paula começou a ser exclusivamente agenciada pela Jeito de Mato em 11 de dezembro de 2012.
Em dezembro de 2013, Paula Fernandes assinou contrato com a 9ine, empresa do ex-jogador de futebol Ronaldo, para esta gerenciar a sua carreira publicitária. A Jeito de Mato passou então a ficar responsável pelos compromissos oficiais, shows e contratos da cantora.
Em 2024, a empresa também ficou responsável pela distribuição das obras fonográficas da sertaneja, com total exclusividade da própria, através da Virgin Music Brasil.

## Filantropia
Em maio de 2013, durante a passagens de sua turnê mundial pelo continente africano, Paula Fernandes destinou 100% da arrecadação das apresentações a ações sociais em Angola e Cabo Verde.
No Brasil, a cantora ajuda a manter uma organização não governamental localizada em sua cidade natal que usa a terapia com cavalos para auxiliar o avanço no quadro de pessoas com deficiências. A equoterapia utiliza os cavalos como forma de alcance dos objetivos terapêuticos. Ela exige a participação do corpo inteiro, músculos e articulações.
| “ | Estas pessoas possuem uma sensibilidade incrível e conseguem melhoras impressionantes quando em contato com os cavalos, fiquei apaixonada por este projeto que, acima de tudo, consegue melhorar a qualidade de vida das pessoas com algum tipo de deficiência. Os olhos delas brilham com uma intensidade emocionante. | ” |

Em setembro de 2012, a cantora foi uma das artistas convidadas pela presidente do Brasil Dilma Rousseff para estrelar uma campanha do Ministério das Cidades visando à diminuição dos acidentes de trânsito no Brasil.
Já em junho de 2013, o governo federal lançou, em rede nacional, a campanha publicitária direcionada aos motoristas de caminhão, onde Paula canta uma música de sua autoria direcionada aos mesmos e, no fim, alerta os motoristas sobre a boa conduta no trânsito.
Em novembro de 2013, Paula começou a apoiar publicamente o "Movimento Mamamiga", da Associação de Prevenção do Câncer de Mama na Mulher, que visa a prevenir e combater o câncer de mama no Brasil. Em seu site oficial, ela aparece vestindo a camisa da campanha, com vistas a arrecadar fundos para o projeto.

## Discografia
Álbuns em estúdio
- Canções do Vento Sul (2005)
- Dust in the Wind (2007)
- Pássaro de Fogo (2009)
- Meus Encantos (2012)
- Amanhecer (2015)
- 11:11 (2023)
- Qual Amor Te Faz Feliz? (2024)

## Filmografia
| Ano  | Programa                      | Personagem                   | Nota                              | Ref.   |
| ---- | ----------------------------- | ---------------------------- | --------------------------------- | ------ |
| 2005 | América                       | Ela Mesma                    | Capítulo de 14 de março de 2005   | [ 89 ] |
| 2011 | A Turma do Didi               | Ela Mesma                    |                                   |        |
| 2012 | Cheias de Charme              | Ela Mesma                    | Capítulos 138 e 139               | [ 90 ] |
| 2013 | Salve Jorge                   | Ela Mesma                    | Capítulo 142                      | [ 91 ] |
| 2014 | Sai do Chão!                  | Apresentadora                | 1ª temporada                      | [ 92 ] |
| 2015 | Malhação                      | Ela Mesma                    | Capítulo 154 e 155                | [ 93 ] |
| 2018 | Deus Salve o Rei              | Beatriz, Princesa de Lúngria |                                   | [ 94 ] |
| 2018 | Vai Que Cola                  | Ela Mesma                    | Episódio nº 200 - 6ª Temporada    | [ 95 ] |
| 2018 | Autênticas                    | Ela Mesma                    | Programa (GNT)                    |        |
| 2020 | Sertanejo: A Trilha do Brasil | Ela Mesma                    | Série (CNN)                       |        |
| 2021 | É o Amor: Família Camargo     | Ela Mesma                    | Série documental original Netflix |        |

## Turnês
- Pássaro de Fogo (2009-2010)
- Ao Vivo (2011-2012)
- Meus Encantos (2012-2013)
- Um Ser Amor (2013-2015)
- Amanhecer (2015-2018)
- Acústico - Voz e Violão (2017)
- Jeans (2018-2019)
- Origens (2019-2022)
- 11:11 (2022-2024) [96]
- Qual Amor Te Faz Feliz? (2024)

## Vida pessoal
Paula revelou ter sofrido com depressão durante o final de sua adolescência, precisando frequentar psicoterapia. Em uma entrevista cedida para a Veja, em 2015, ela disse: "Estou curada, mas foi doloroso. Sou difícil até para tomar remédio para dor de cabeça e aquele foi um período em que fui medicada. Foi o pior tempo da minha vida, mas também o melhor. Esse renascer foi uma coisa muito minha, de força. Eu não sabia que tinha tanta força. Uma depressão daquela, só para uma fênix, pois o negócio foi feio. Começou quando eu tinha 18 e, aos 22, voltei a trabalhar. O jardim floresceu. Comecei a ver cores de novo. Não seria o que sou hoje se não tivesse passado por aquilo. Aconteceu por diversos motivos, não foi um fato isolado. Mas em algum momento aconteceu algo. Os buracos são nos nossos alicerces, um dia eles cederam… e as portas fechadas (para a carreira musical). Eu já estava trabalhando desde os 10 anos, mas as coisas não aconteciam. E isso gerou muitas frustrações."
Discreta quanto a sua vida pessoal, até 2012 mantinha relacionamentos com homens anônimos. No mesmo ano assumiu seu primeiro relacionamento público. Ela namorou até novembro de 2016 o dentista Henrique do Valle. Eles estavam noivos desde 2015, e após desconfianças, ela contratou um detetive e descobriu traições do mesmo, terminando, então, o noivado.
Após manter relacionamentos casuais com homens anônimos e famosos, em agosto de 2017 assumiu estar em um relacionamento amoroso com o cantor Thiago Arancam, mas o namoro só durou 4 meses, devido a agenda profissional de ambos, sempre muito cheia, com horários desencontrados. Em entrevistas, ele revelou que sua ex-mulher também atrapalhou o relacionamento deles.
Em janeiro de 2018 começou a namorar com o jornalista Cláudio Mello. A relação durou até junho, terminando de forma amigável, devido a dificuldades de estarem juntos, por conta da agenda profissional.
De outubro de 2018 a abril de 2019 namorou o empresário Gustavo Lyra. Terminaram amigavelmente, alegando estarem em momentos diferentes, na busca de objetivos de vida.
Desde junho de 2019 a 2023 esteve namorando o empresário paulista de ascendência italiana Rony Ceconello. A cantora afirmou que considera como filhos seu casal de enteados..
Em setembro de 2023 a cantora usou as redes sociais para anunciar o término com o empresário.
Em entrevistas revelou que está adiando a maternidade, devido a carreira, não tendo certeza no momento se quer ter filhos. Para não correr riscos de no futuro mudar de ideia e não conseguir engravidar naturalmente, a cantora decidiu congelar seus óvulos.
Em janeiro de 2013, durante entrevista, a cantora declarou seguir a doutrina espírita, gerando protestos de evangélicos em redes sociais.

### Acidente de carro
Paula Fernandes sofreu um grave acidente de carro na rodovia Presidente Castello Branco, quando seguia viagem para São Paulo, na noite de 27 de agosto de 2022. Ela estava na companhia de seu namorado Rony Cecconello, que teve apenas escoriações leves. O veículo, que chegou a capotar na estrada, ficou bastante danificado.
| “                                                   | Eu ainda não sei bem como estou, só sei que estou viva e que ontem eu renasci. Esta imagem chocante [do carro capotado] representa o dia mais difícil da minha vida, em que achei que seria o nosso fim. Perdi o controle da direção com a força da batida e nosso carro capotou algumas vezes e arrastou no asfalto até parar. Muita coisa passou pela minha cabeça naqueles segundos de horror. | ” |
| — Paula Fernandes, em texto publicado no Instagram. | |   |

Ainda em 2022, Paula foi homenageada pelo portal "Movimento Country" com uma matéria em defesa a vida profissional e pessoal da sertaneja.

## Prêmios e indicações

### Grammy Latino
| Ano  | Categoria                        | Nomeação                                 | Resultado |
| ---- | -------------------------------- | ---------------------------------------- | --------- |
| 2011 | Melhor Álbum de Música Sertaneja | Paula Fernandes - Ao Vivo                | Indicado  |
| 2011 | Melhor Artista Revelação         | Paula Fernandes                          | Indicado  |
| 2012 | Melhor Álbum de Música Sertaneja | Meus Encantos                            | Indicado  |
| 2014 | Melhor Álbum de Música Sertaneja | Multishow Ao Vivo – Um Ser Amor          | Indicado  |
| 2014 | Melhor Canção Brasileira         | Um Ser Amor                              | Indicado  |
| 2016 | Melhor Álbum de Música Sertaneja | Amanhecer                                | Venceu    |
| 2019 | Melhor Álbum de Música Sertaneja | Hora Certa                               | Indicado  |
| 2020 | Melhor Álbum de Música Sertaneja | Origens (Ao Vivo em Sete Lagoas, Brazil) | Venceu    |

### Prêmio Multishow de Música Brasileira
| Ano  | Categoria                               | Nomeação                  | Resultado |
| ---- | --------------------------------------- | ------------------------- | --------- |
| 2011 | Melhor Cantora                          | Paula Fernandes           | Venceu    |
| 2011 | Melhor Artista Sertanejo (voto popular) | Paula Fernandes           | Venceu    |
| 2011 | Melhor Artista Sertanejo (júri)         | Paula Fernandes           | Venceu    |
| 2011 | Melhor DVD de Música                    | Paula Fernandes - Ao Vivo | Indicado  |
| 2012 | Melhor Cantora                          | Paula Fernandes           | Indicado  |
| 2012 | Melhor Show                             | Turnê Meus Encantos       | Venceu    |
| 2013 | Melhor Cantora                          | Paula Fernandes           | Indicado  |
| 2013 | Melhor Show                             | Turnê Meus Encantos       | Venceu    |
| 2014 | Melhor Cantora                          | Paula Fernandes           | Venceu    |
| 2014 | Melhor Show                             | Turnê Um Ser Amor         | Indicado  |
| 2014 | Melhor Música                           | "Não Fui Eu"              | Indicado  |
| 2015 | Melhor Cantora                          | Paula Fernandes           | Indicado  |
| 2015 | Melhor Show                             | Turnê Um Ser Amor         | Indicado  |

### Troféu Imprensa
| Ano  | Categoria      | Nomeação        | Resultado |
| ---- | -------------- | --------------- | --------- |
| 2011 | Melhor Cantora | Paula Fernandes | Venceu    |
| 2012 | Melhor Cantora | Paula Fernandes | Venceu    |
| 2013 | Melhor Cantora | Paula Fernandes | Venceu    |
| 2014 | Melhor Cantora | Paula Fernandes | Venceu    |

### Outros prêmios
| Ano  | Prêmio                                      | Categoria                             | Indicação         | Resultado |
| ---- | ------------------------------------------- | ------------------------------------- | ----------------- | --------- |
| 2006 | Prêmio TIM de Música                        | Melhor Cantora Popular (júri oficial) | Paula Fernandes   | Indicado  |
| 2006 | Prêmio TIM de Música                        | Melhor Cantora Popular (júri popular) | Paula Fernandes   | Indicado  |
| 2010 | Prêmio da Música Brasileira                 | Melhor Cantora Popular (júri oficial) | Paula Fernandes   | Indicado  |
| 2010 | Prêmio da Música Brasileira                 | Melhor Cantora Popular (júri popular) | Paula Fernandes   | Indicado  |
| 2011 | Meus Prêmios Nick                           | Cantora Favorita                      | Paula Fernandes   | Venceu    |
| 2011 | Prêmio Quem                                 | Melhor Cantora do Ano                 | Paula Fernandes   | Venceu    |
| 2011 | Capricho Awards                             | Cantora Nacional                      | Paula Fernandes   | Indicado  |
| 2011 | Capricho Awards                             | Revelação do Ano                      | Paula Fernandes   | Venceu    |
| 2011 | Prêmio Talentos do Brasil                   | Música                                | Paula Fernandes   | Venceu    |
| 2012 | Melhores do Ano                             | Melhor Cantora                        | Paula Fernandes   | Venceu    |
| 2012 | Melhores do Ano                             | Melhor Música                         | "Pra Você"        | Indicado  |
| 2012 | Meus Prêmios Nick                           | Cantora Favorita                      | Paula Fernandes   | Indicado  |
| 2012 | Prêmio Star                                 | Melhor Cantora Nacional               | Paula Fernandes   | Venceu    |
| 2012 | Troféu Internet                             | Melhor Cantora                        | Paula Fernandes   | Venceu    |
| 2012 | Melhor Música Brasileira de Todos os Tempos | Melhor Música                         | "Pássaro de Fogo" | Indicado  |
| 2012 | Prêmio MZOTV                                | Melhor Artista Sertanejo              | Paula Fernandes   | Venceu    |
| 2012 | Prêmio MZOTV                                | Melhor Cantora                        | Paula Fernandes   | Indicado  |
| 2012 | Prêmio MZOTV                                | Melhor Artista Popular                | Paula Fernandes   | Venceu    |
| 2013 | Troféu Internet                             | Melhor Cantora                        | Paula Fernandes   | Venceu    |
| 2013 | Prêmio Quem                                 | Melhor Cantora do Ano                 | Paula Fernandes   | Venceu    |
| 2013 | Movimento Country                           | Melhor Cantora                        | Paula Fernandes   | Venceu    |
| 2013 | Movimento Country                           | Melhor Música                         | "Long Live"       | Venceu    |
| 2013 | Movimento Country                           | Melhor Clipe                          | "Long Live"       | Venceu    |
| 2013 | Movimento Country                           | Melhor CD Sertanejo                   | Meus Encantos     | Venceu    |
| 2013 | Movimento Country                           | Melhor Show                           | Meus Encantos     | Venceu    |
| 2013 | Prêmio da Música Brasileira                 | Melhor Cantora                        | Paula Fernandes   | Indicado  |
| 2014 | World Music Awards                          | Artista do Ano                        | Paula Fernandes   | Indicado  |
| 2014 | World Music Awards                          | Melhor Artista Feminino               | Paula Fernandes   | Indicado  |
| 2014 | World Music Awards                          | Melhor Apresentação Ao Vivo           | Paula Fernandes   | Indicado  |
| 2014 | World Music Awards                          | Não Fui Eu                            | Melhor Música     | Indicado  |
| 2014 | World Music Awards                          | Não Fui Eu                            | Melhor Vídeo      | Indicado  |
| 2014 | Melhores do Ano                             | Melhor Cantora                        | Paula Fernandes   | Indicado  |
| 2014 | Premio Quem                                 | Melhor Cantora                        | Paula Fernandes   | Indicado  |
| 2014 | Movimento Country                           | Melhor Cantora                        | Paula Fernandes   | Venceu    |
| 2014 | Prêmio F5                                   | Cantora do Ano                        | Paula Fernandes   | Indicado  |
| 2024 | Prêmio da Música Brasileira                 | Melhor Cantora Popular (júri oficial) | Paula Fernandes   | Indicado  |